# Millettia thonningii
Espèce
Millettia thonningii est une espèce de plantes à fleurs de la famille des Fabaceae. C'est un arbre à feuilles caduques d'environ 10m de haut originaire d'Afrique de l'Ouest et du centre (Congo[Lequel ?], Côte d'Ivoire, Ghana, Nigeria, Togo).
Les fleurs sont violettes. Le fruit est une gousse longue de 12 à 15 cm et large de 25 à 28 mm qui contient 3 à 6 graines discoïdes de 1 cm de diamètre environ
Ses graines contiendraient de l'alpinumisoflavone, une isoflavone qui aurait des propriétés antihelminthiasiques en détruisant les escargots qui transmettent la maladie mais aussi les larves du parasite.